# Place Mehdi-Ben-Barka
La place Mehdi-Ben-Barka est une voie située dans le 6e arrondissement de Paris, en France.